# Julius Nuninger
Julius Nuninger (* 21. Mai 1874 in Mülhausen; † unbekannt) war ein deutscher Kunstturner.

## Biografie
Julius Nuninger nahm bei den Olympischen Sommerspielen 1900 in Paris im Einzelmehrkampf teil, wo er den 107. Rang belegte.